# Randy Johnson
Randall David Johnson (Walnut Creek, California, 10 de septiembre de 1963) es un exbeisbolista estadounidense que se desempeñó como lanzador en las Grandes Ligas de Béisbol. Vio acción durante 22 temporadas y fue parte de seis equipos diferentes.
Con una estatura de 6 pies y 10 pulgadas (2,08 m), Johnson ha sido reconocido como uno de los lanzadores en poseer una de las más dominantes bolas rápidas en la historia del béisbol, la cual regularmente se acercó y en ocasiones excedió las 100 millas por hora en velocidad (160.9 kph) durante su mejor momento. Sin embargo, su mejor lanzamiento era un duro y cortado slider.
Randy Johnson logró ganar cinco premios Cy Young durante su carrera,Es uno de los pocos lanzadores que han logrado lanzar un juego perfecto en las Grandes Ligas.
Anunció su retiro de las Grandes Ligas el 5 de enero de 2010.
Ingresado al Salón de la Fama en la generación de 2015 junto a Pedro Martínez, John Smoltz y Craig Biggio.

## Inicios
Johnson nació en Walnut Creek, California, hijo de Carol Hannah y Rollen Charles “Bud” Johnson. Para cuando Johnson entró a la escuela secundaria ya era una estrella de béisbol. En 1982 como sénior Jonhson había ponchado a 122 bateadores en solo 66 entradas lanzadas, además lanzó un juego perfecto en su última salida como lanzador en la escuela secundaria. También lanzó para el equipo de Burkovich, el cual reunió a todos los mejores jugadores de California.
Continuó siendo una estrella en la Universidad del Sureste de California bajo las miradas del entrenador Rod Dedeaux, pero a menudo exhibía problemas de descontrol.

## Carrera profesional (1988-2009)

### Expos de Montreal y Marineros de Seattle
Desde su llegada a las Grandes Ligas Johnson fue reconocido como el lanzador más intimidante de todo el juego debido no solo a su bola rápida, sino también a su corte de pelo rebelde, su pronunciado bigote, su hambre de ganar y su actitud energética en el montículo del lanzador.
También parte de su reputación como el lanzador más intimidante del Béisbol era su falta de control en sus lanzamientos; luego de ser cambiado desde los Expos hasta los Marineros por el jugador de posición Mark Langston, Johnson lideró la Liga Americana en bases por bola durante tres temporadas consecutivas desde 1990 hasta 1992 y en bateadores golpeados en 1992 y 1993. En julio de 1991 mientras enfrentaba a los Cerveceros de Milwaukee, un descontrolado Johnson permitió 4 carreras con un solo hit, gracias a las 10 bases por bolas que había concedido en dicho juego debido a su descontrol, luego un mes más tarde, un hit en la novena entrada le costó un juego sin hit contra los Atléticos de Oakland. Johnson tuvo otra salida de 10 bases por bolas en 4 entradas en la temporada de 1992.
Johnson le da crédito a Nolan Ryan al final de la temporada de 1992 por ayudarle a llevar su carrera al siguiente nivel, Ryan dijo que pudo apreciar todo el talento que Johnson tenía y que no quería verle tomar todo el tiempo que a él le tomo, para entender ciertas cosas sobre el juego. Ryan le recomendó hacer ciertos cambios en la forma en que Johnson hacia sus lanzamientos hacia el plato, lo cual Johnson acató y en seguida comenzó a ver los resultados de una mejor localización dentro de la zona de strikes.
Para la temporada de 1993 y luego de los consejos de Nolan Ryan, Johnson ya se había destapado como una Estrella en el Béisbol, logrando una marca de 19-8, con efectividad de 3.24 y su primera temporada de 300 o más ponchados (308). En mayo de 1993 Johnson nuevamente perdió un juego sin hits en la novena entrada, nuevamente contra los Atléticos de Oakland. También logró la marca persona de 1,000 ponchados contra la segunda base de los Mellizos de Minnesota Chuck Knoblauch. Para el Juego de Estrellas de 1993 el Baltimore, en un famoso incidente que aún hoy en día se repite en los momentos destacados de Johnson, este lanzó una rápida sobre la cabeza de la primera base de los Filis de Filadelfia John Kruk. Un incidente similar ocurrió también con Larry Walker en 1997.
Luego de lanzar bien durante la temporada corta de 1994, Johnson logró ganar el premio Cy Young de la Liga Americana en la temporada de 1995 ayudado por una marca de 18-2, efectividad de 2.48 y 294 ponchados. Su porcentaje de ganados y perdidos terminó en.900, siendo el segundo porcentaje más alto en la historia de la Liga Americana detrás de John Allen, quien terminó con 15-1 para los Indios de Cleveland en 1937. Jonhson, quien también terminó segundo en las votaciones para el premio Cy Young de la Liga Americana en las temporadas de 1993 y 1997, lo mismo que tercero en la temporada corta de 1994, permanecía como el único lanzador en la historia de los Marineros de Seattle en ganar el premio hasta que el venezolano Félix Hernández lo emuló en la campaña de 2010.
Para finales de la temporada de 1995 Johnson tuvo el deber de lanzar en un juego de eliminación contra los Ángeles de California para conseguir el pase a la postemporada, en dicho juego Johnson solo permitió tres hits, uno de ellos cuadrangular de la tercera base de los Angelinos Tony Phillips, única carrera permitida por Johnson, quien lanzó el juego completo, cediendo una base por bolas y ponchando a 12 bateadores acumulando un total de 125 lanzamientos de los cuales 85 fueron strikes.
A pesar del heroico juego contra los Ángeles de California para lograr el pase a la postemporada de 1995, Johnson se vio imposibilitado para abrir la Serie de División contra los Yankees de Nueva York, los cuales tomaron ventaja de 0-2 en la serie. Johnson estaba listo para el tercer juego de la Serie en el Kingdome de Seattle, donde venció a los Yankees permitiéndoles solo dos anotaciones en un lapso de 7 entradas en las cuales Johnson poncho a 10 bateadores. Luego la serie se extendió al máximo de cinco juegos en Yankee Stadium en donde Johnson hizo una dramática labor de relevo, pues a pesar de solo tener dos días de descanso salió desde el montículo de calentamiento del bullpen del campo izquierdo dejando electrificada a la enorme fanaticada de los Yankees.
Con el juego empatado a cuatro carreras por bando en la novena entrada, Johnson lanzó la novena, décima y décima primera entrada, permitiendo solo una carrera y ponchando a seis bateadores logrando la victoria en el dramático regreso de los Marineros de Seattle contra los Yankees de Nueva York. Luego de tal brillante actuación en postemporada, Johnson se encontró en un bajo de rendimiento en la misma, pues acumuló un marca negativa de 0-6 en postemporada con su equipo perdiendo en todas esas series. Johnson se vio bastante limitado durante la mayor parte de la temporada de 1996 debido a una lesión en la espalda, pero luego en 1997 logró recuperarse completamente para lograr marca de 20-4, con efectividad de 2.28 y un total de ponchados de 291. Desde la temporada de 1994 hasta octubre de 1997 Johnson logró marca de ganados y perdidos de 53-9 incluida una racha de 16-0, logrando un récord para la Liga Americana. Johnson también logró dos juegos de 19 ponchados en 1997 el 24 de junio y el 8 de agosto.
En junio de 1997, la primera base de los Atléticos de Oakland, Mark McGwire conectó un swing perfecto a una bola rápida de 97 mph de Randy Johnson resultando un enorme batazo que terminó en los asientos superiores del Kingdome, luego se estimó que la pelota había viajado alrededor de 538 pies (164m), a pesar de eso Johnson logró 19 ponches contra los Atléticos, dos contra el autor del descomunal cuadrangular, Mark McGwire. La imagen del cuadrangular rebotando con la pared por encima de los asientos del prado izquierdo del Kingdome con Johnson soltando un “Wow” fue repetida múltiples veces por los programas deportivos de Televisión.
Durante su estancia con los Marineros de Seattle sus marcas personales fueron de 130-74, con una efectividad de 3.42 y un total de ponchados de 2,162.

### Astros de Houston
La temporada de 1998 supuso para Johnson un cambio drástico de clima, pues luego de pasar la mitad de la temporada con los Marineros de Seattles, el 31 de julio estos decidieron cambiarlo a los Astros de Houston por el lanzador derecho Venezolano Freddy García, el también Venezolano y segunda base Carlos Guillén y un jugador para ser nombrado posteriormente, mismo que resultó ser John Halama. El movimiento se había especulando antes y durante la temporada de 1998, pues Johnson estaba en su último año de contrato y las limitaciones en el presupuesto de los Marineros les impedían ofrecer una seria extensión de contrato a Johnson.
Los Astros de Houston a la llegada de Johnson, estaban en plena pelean por el banderín y con la inclusión de Johnson estos vieron como su rotación de abridores se fortalecía, pues en las 11 salidas en las que Johnson vio acción logró marca de 10-1 con efectividad de 1.28, lo cual ayudó a los Astros hasta la postemporada. A pesar de solo hacer lanzado un tercio de la temporada en la Liga Nacional, Johnson terminó 7.º en la votación para el premio Cy Young de dicha temporada.
La postemporada de Johnson no fue tan positiva, pues a pesar de lograr actuaciones brillantes, como una salida de 17 ponchados contra los Padres de San Diego, los Astros no lograron respaldar a Johnson ofensivamente, pues solo lograron anotar dos carreras cuando este lanzó, terminando así con un récord de 0-2, a pesar de una excelente efectividad de 1.93 y solo dos bases por bolas en toda la postemporada.

### Arizona Diamondbacks
Siendo agente libre, Johnson logró un acuerdo de cuatro temporadas y una temporada más opcional por la suma de $52.4 millones de dólares estadounidenses con los Arizona Diamondbacks, una franquicia de segundo año con una experiencia relativamente escasa.
El contrato fue llamado a ser uno de los más grandes en la historia para un agente libre, con Johnson ganando el Premio Cy Young en todas y cada una de las temporadas del mismo.
El contrato rápidamente pago dividendos a los Diamondbacks con Johnson liderando el equipo hasta la postemporada gracias a una marca de 17-9 con efectividad de 2.48 y un récord personal de 364 ponchados, líder en ambas ligas y suficiente para ayudarle a ganar su segundo premio Cy Young y primero en la Liga Nacional lo que supuso hito para Johnson, pues junto a Pedro Martínez, ambos habían logrado ganar el premio en 1999 y de paso emularon a Gaylord Perry en conseguir el tan preciado galardón en ambas ligas, posteriormente Roger Clemens logró la misma hazaña que Johnson, Martínez y Perry.

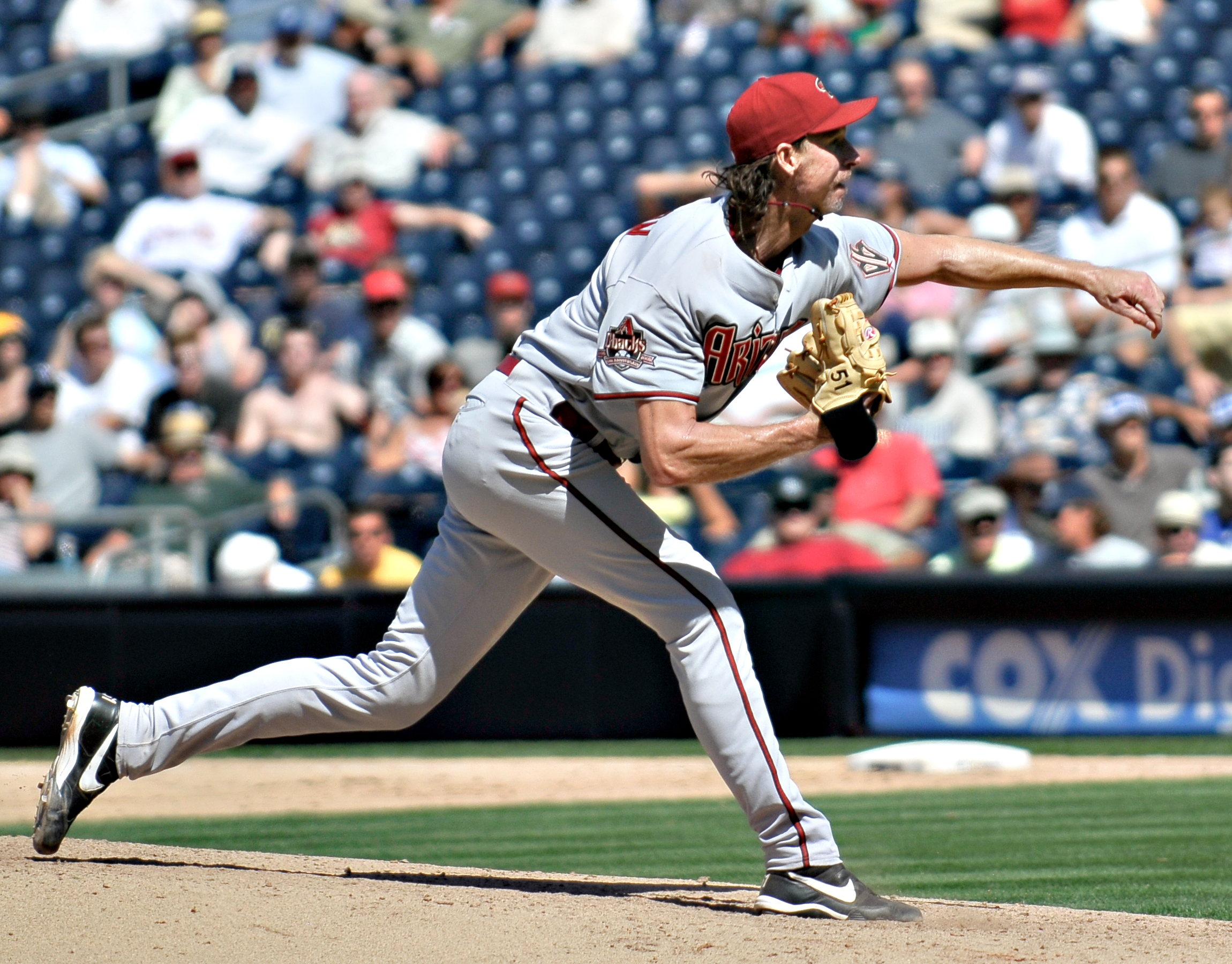
Johnson lanzando para los Arizona Diamondbacks.

Pero las estadísticas de Johnson en 1999 pudieron haber sido aún más impresionantes, pues en cierto punto de la temporada, los Diamondbacks fallaron en anotar al menos una carrera en cuatro salidas consecutivas de Johnson, incluidas un par que terminaron con marcador 1-0 con Johnson como lanzador derrotado. Las estadísticas de Johnson durante la racha de cuatro juegos sin anotación por parte de su equipo fue de 32 entradas lanzadas, 19 hits, 54 ponchados con efectividad de 1.40 y marca de 0-4.
Para la primera temporada del siglo XXI Johnson terminó con marca de 19-7, acompañado de una efectividad de 2.64 y 347 ponchados, con lo cual volvió nuevamente a ganar el premio Cy Young de la Liga Nacional, siendo esta la tercera vez en su carrera y la segunda consecutiva. Por otro parte en julio de 2000 los Filis y los Dbacks había logrando un acuerdo que envió al lanzador derecho Curt Schilling hasta Arizona, logrando así el dúo de lanzadores más temido del momento.
A pesar de tener solo cuatro años de existencia, los Diamondbacks fueron liderados por Johnson hasta su primera Serie Mundial en la temporada de 2001, logrando una vencer a los poderosos Yankees de Nueva York en una ardua serie que se fue al máximo de siete juegos. Tanto Johnson como Schilling fueron nombrados como los Jugadores Más Valiosos (MVP) de la Serie Mundial al mismo tiempo que recibieron el premio Sportsmen of the Year por la revista deportiva Sports Illustrated en 2001, siendo ese el primero de dos años en los que el dúo terminaría primero y segundo en las votaciones para el Cy Young de la Liga Nacional, siendo Johnson el ganador ambas veces.
El rendimiento de Johnson durante la Serie Mundial de 2001 fue particularmente impresionante y dominante. Johnson abrió el segundo juego de la serie contra el lanzador zurdo Andy Pettitte, logrando 11 ponches, permitiendo solo tres hits y una sola base por bolas en un juego donde completo las nueve entradas para completar una histórica blanquear frente a los Yankees de Nueva York con 110 lanzamientos, de los cuales 76 fueron strikes.
Para el sexto juego de la serie los Diamondbacks estaban abajo en la serie 2-3 con Johnson tomando nuevamente el deber de mantener viva las aspiraciones de su equipo, Johnson lanzó siete entradas en las que permitió dos anotaciones, seis hits, dos bases por bolas y logró 7 ponchados en la victoria 15-2 de los Diamondbacks sobre los Yankees, misma que igualo la serie y la envió a un séptimo partido.
Para el último partido de la Serie Mundial de 2001 el lanzador abridor era su compañero Curt Schilling, quien durante espacio de siete entradas solo permitió dos carreras limpias y había ponchado nueve Yankees, pero al dejar el partido los Diamondbacks estaba debajo en el marcado por la mínima, 2-1, Miguel Batista entró el labor de relevo para sacar un Out, todo esto fue preparando el escenario para una labor de relevo histórica por parte de Johnson, quien con cero días de descanso entró en la octava entrada y así terminar con el castigo que los Yankees habían propiciado al relevo de los Diamondbacks durante toda la serie. Johnson lanzó una entrada y un tercio, donde no permitió hits ni cedió bases por bolas, ponchado un bateador, lo cual fue suficiente para los que su equipo repuntara y anotara dos carreras en la novena entrada y así ganara la primera Serie Mundial en su historia y la primera y única de Johnson, quien se llevó el honor de ganar en labor de relevo el último juego de la Serie Mundial de 2001.
Las tres victorias de Johnson en la Serie Mundial de 2001 empataron un récord de ganados en una Serie Mundial y dejaron a Johnson con marca de 5-1, con efectividad de 1.52 en 41.1 entradas lanzadas además de lograr 47 ponches, lo que de paso borro las dudas de Johnson y su rendimiento en postemporada.
El 8 de mayo de 2001 Johnson logró su marca personal de ponchados en un partido, cuando enfrentando a los Rojos de Cincinnati logró 20 ponchados, pero debido a que el juego se fue a entradas extras no está categorizado como un juego oficial de 20 ponchados por las Grandes Ligas, a pesar de que Johnson logró todos sus ponchados en las 9 entradas reglamentarias, el juego está marcado por separado junto con el lanzado por Tom Cheney de los Senadores de Washington, quien logró la misma hazaña pero en 16 entradas de labor.
En uno de esos sucesos curiosos que rara vez ocurren, durante un partido de pretemporada el 24 de marzo contra los Gigantes de San Francisco, al hacer un lanzamiento hacia el plato Johnson golpeo una paloma que volaba dentro del parque de Béisbol al mismo instante que este soltó su potente bola rápida. La paloma murió luego de ser impactada por la bola rápida de Johnson y el anotador oficial de las Grandes Ligas declaró que no hubo lanzamiento por lo que el conteo permaneció igual que antes el incidente. Las imágenes de impacto de la bola con la paloma fueron televisadas alrededor del mundo por lo curioso del hecho.
Otro logró interesante de Johnson es que el 23 de agosto de 2001 logró ponchar a tres bateadores con tan solo nueve lanzamientos, lo que le convirtió en el trigésimo lanzador en lograrlo en la historia de las Grandes Ligas. La hazaña fue lograda frente a los Piratas de Pittsburgh, durante la sexta entrada de una derrota 5-1. La temporada de 2002 sería la mejor de Johnson en su carrera, logrando la Triple Corona como lanzador, quedando líder e juegos ganados con marca de 24-5, líder en efectividad con 2.32 y líder en ponchados con 334, lo cual le valió para ganar su cuarto premio Cy Young en la Liga Nacional, cuarto de forma consecutiva y quinto de su carrera, también se convirtió en el único lanzador en la historia de las Grandes Ligas en lograr cinco temporadas consecutivas con 300 o más ponchados hasta la fecha. Johnson fue votado para ganar el Cy Young de forma unánime siendo esta la primera vez en su carrera.
La temporada de 2003 fue una temporada para el olvido para Johnson, pues las lesiones nuevamente volvieron a hacerse presentes en su carrera, limitándole a solo 18 salidas en dicha temporada y terminando una racha de cinco temporadas seguidas con efectividad de menos de 3 carreras o menos, cuando terminó con 4.26.Pero la temporada no fue solo un fracaso por las lesiones pues el 19 de septiembre Johnson logró su primero y único cuadrangular frente al equipo de los Cerveceros de Milwaukee, pues Johnson es un bateador de.128 de promedio de por vida.
En la temporada de 2004 nuevamente se repuso a sus lesiones, el 18 de mayo se convirtió en el décimo séptimo lanzador en la historia de las Grandes Ligas en lograr lanzar un juego perfecto frente a los Bravos de Atlanta a la edad de 40, siendo el lanzador más viejo en hacerlo, además en dicho partido Johnson logró 13 ponchados para sellar una victoria que le coloco nuevamente en los libros de historia del Béisbol, pues también pasó a formar parte de un selecto grupo de lanzadores que lograron lanzar juegos sin hit en ambas ligas, emulando a Cy Young, Jim Bunning, Nolan Ryan e Hideo Nomo.
El 24 de junio de 2004 en juego contra los Padres de San Diego, Johnson poncho a Jeff Cirillo, lo cual le convirtió en el cuarto lanzador en la historia del Béisbol en alcanzar la marca de 4,000 ponchados. Al final de la temporada de 2004, Johnson recuperado de su lesión terminó con marca de 16-14, el total de perdidos más alto en su carrera desde la temporada de 1992 cuando lanzada para los Marineros de Seattle, pero no fue debido a la falta de competitividad de Johnson, sino más bien a la falta de apoyo ofensivo por parte de su equipo.
Johnson terminó además con efectividad de 2.60 y líder en ponchados en ambas ligas con 290, rectificando su estados de elite en las Grandes Ligas, no obstante el apoyo ofensivo para Johnson nunca llegó, debido a que los Diamondbacks anotaron dos o menos carreras en 17 de las 35 apariciones de Johnson en el montículo como abridor, siendo también factible el dato de que en los juegos en los que Arizona anotaba tres carreras o más, Johnson terminó con marca de 13-2.
El hecho de que su equipo solo ganara 51 juegos en dicha temporada, le permitió a Johnson ser el lanzador con el más alto porcentaje de ganado con relación a los ganados de su equipo desde Steve Carlton 1972 cuando ganó 27 de los 59 juegos de los Filis, para un 45.8%, mientras que el de Johnson fue de 31.3%.
Durante su estancia con los Diamondbacks de Arizona sus marcas personales fueron de 118-62, con una efectividad de 2.83 y un total de ponchados de 2,077.

### Yankees de Nueva York

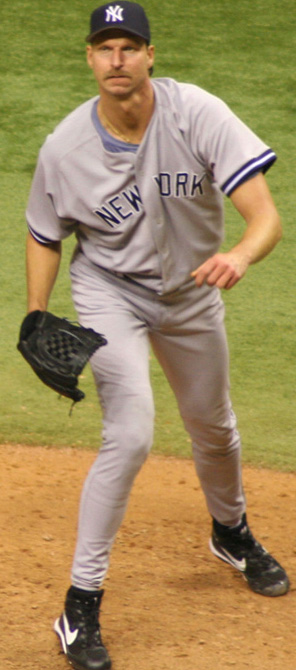
Johnson lanzando para los Yankees

El 6 de enero de 2005 Johnson fue cambiado a los Yankees de Nueva York en donde fue designado para abrir el juego inaugural contra los campeones de 2004, los Boston Red Sox en un partido en el que lanzó seis entradas completas, permitiendo solo una anotación y ponchando a seis para llevarse la primera victoria como Yankee.
A pesar del excelente inicio de temporada, Johnson tenía problemas para aclimatarse nuevamente a las exigencias de la Liga Americana y mostrando inconsistencia durante gran parte de la temporada regular, pues permitió un total de 32 cuadrangulares, su cifra más alta desde la temporada de 1999 en Arizona, sin embargo logró encontrar el ritmo al final de la temporada y terminar con marca de 17-8, con una alta efectividad de 3.79 y segundo en ponchados en la Liga Americana con 211, a pesar de eso logró marca de 5-0 contra el rival principal de los Yankees, los Boston Red Sox.
Para la postemporada de 2005, Johnson fue el abridor del tercer juego de la Serie de División, tuvo una pésima salida contra los Ángeles de Anaheim, permitiendo cinco anotaciones, dos cuadrangulares en tan solo tres entradas, luego en el quinto juego nuevamente hizo una espléndida labor de relevo luego de su compañero Mike Mussina fuera bateado con libertad por los Ángeles de Ahahiem en las primeras tres entradas. Johnson recibió el juego con marcado 5-2 en contra, para lanzar 4 entradas y un tercio en donde solo permitió tres hits y mantuvo el juego en la línea, pero tristemente los Yankees no pudieron responder ante los lanzadores de los Ángeles y perdieron el encuentro 5-3 quedando así eliminados.
Luego de una decepcionante primera temporada con las rayas blancas de los Yankees, los fanáticos de los Yankees esperaban que Johnson volviera a exhibir esa forma dominante que le había caracterizado durante toda su carrera.
Pues de un buen inicio de temporada en el 2006, Johnson nuevamente tuvo problemas para encontrar su forma, pues permitió cinco o más carreras en siete de las primeras 18 salidas, aunque la segunda mitad de temporada fue mucho mejor para Johnson, quien al final de la misma terminó con marca de 17-11 y una elevada efectividad de 5.00 con tan solo 172 ponchados.
Luego en esa misma temporada Johnson reveló que al final de la temporada que un disco en su espalda le estaba causando problemas y no fue sino hasta la penúltima salida que decidió revisarse por dicho problema, esto causó que Johnson se perdiera la última salida de la temporada.
Luego de ser tratado con anestesia epidural y hacer unas cuantas sesiones de bullpen, Johnson recibió luz verde para abrir en el tercer juego de la Serie de División contra los Tigres de Detroit, mismo en el que permitió cinco carreras limpias, ocho hits y cedió dos bases por bolas en un espacio de solo cinco entradas y un tercio, cargando con la derrota.
Durante su estancia con los Yankees de Nueva York sus marcas personales fueron de 34-19, con una efectividad de 4.37 y un total de ponchados de 383.

### Regreso a los Arizona Diamondbacks
El 5 de enero de 2007 los Yankees acordaron cambiar a Johnson y enviarlo nuevamente hasta Arizona dos años después de que estos lo habían cambiado a los Yankees, por un paquete de cinco jugadores jóvenes y prospectos. La decisión de cambiar a Johnson estuvo basada en la petición de este de ser cambiando nuevamente para Arizona luego de la muerte de su hermano, pues necesitaba estar más cerca de sus familiares.
Brain Cashman el gerente general de los Yankees quien fue un gran simpatizante de Johnson, entendiendo la situación estuvo de acuerdo en cambiar al lanzador zurdo con Arizona.
Johnson rápidamente perdió la mayor parte del mes de abril de 2007, debido a un riguroso programa de rehabilitación que estuvo siguiendo para acondicionarse después de los problemas que tuvo en la espalda la pasada temporada. En su primera salida el 24 de abril Johnson permitió seis carreras en cinco entradas pero poncho un total de siete, lo cual indicaba que estaba rápidamente retomando su forma pues para su décima salida de la temporada ya está clasificado entre los diez mejores ponchadores de la Liga Nacional, pero el 3 de julio nuevamente enfrentó problemas de salud, cuando tuvo que enfrentar la decisión de optar por una operación para remover completamente un disco que le había dado problemas en sus años en
New York, de esa forma terminaría su temporada.
El 14 de abril de 2008 Johnson hace su debut contra los Gigantes de San Francisco en el AT&T Park ocho meses después de su operación en la espalda. Luego en la temporada, el 3 de junio Johnson poncho a Mike Cameron para lograr su ponchado # 4,673 de por vida, con lo cual desplazo a Roger Clemens del segundo lugar de todos los tiempos en ponchados, en dicho juego, a pesar de la derrota de Arizona 7-1, Johnson brillo con luz propia por su hazaña y por lograr ocho ponchados.
Más adelante en la misma temporada Johnson logró su ponchado 4,700 en su carrera el 6 de julio contra el equipo de los Padres de San Diego, en donde en seis entradas y un tercio logró diez ponchados y la victoria. En dicha temporada terminó con marca de 11-10 con efectividad de 3.91 y su juego completo # 100 en su carrera frente a los Rookies de Colorado.

### Gigantes de San Francisco
Luego de pasar dos temporadas en Arizona, estando agente libre Johnson decide firmar un contrato de una temporada y ocho millones de dólares con los Gigantes de San Francisco, luego el 7 de abril de 2009 fueron revelados más detalles sobre contrato de Johnson, el cual tenía incluido 2.5 millones de dólares estadounidenses en bonos por rendimiento y 2.5 millones más por premiaciones.
El 4 de junio de 2009 Johnson finalmente consigue la victoria 300 en su carrera convirtiéndose en el vigésimo cuarto lanzador en lograr alcanzar la marca frente a los Nacionales de Washington con un marcado 5-1 en el National Park de Washington D. C. Al mismo tiempo fue a penas el sexto lanzador zurdo en lograr alcanzar la marca y en el quinto lanzador en los últimos 50 años en lograrlo en su primer intento uniéndose a Warren Spahn, Steve Carlton, Gaylord Perry y Tom Seaver.
El 5 de enero de 2010 anuncio vía conferencia telefónica su retirada del Béisbol, luego de 22 temporadas en las Grandes Ligas.

## Otros datos

### Estilo para lanzar
Durante el mejor momento de su carrera su bola rápida fue registrada regularmente en las 100 millas/h, lo que es igual a 166 km/h y en algunas ocasiones llegó a alcanzar las 105 millas/h, aunque su mejor lanzamiento era el Slider que rompía hacia abajo y afuera de los bateadores zurdos, pues la efectividad del lanzamiento residía en los factores de velocidad, la cual era entre 90 y 94 mph y el rompimiento tardío del mismo.
Los bateadores pensaba que el lanzamiento era una bola rápida hasta que esta se rompía justo antes de llegar al plato, los bateadores derechos abanicaba regularmente el Slider debido a su rompimiento interior. Un dato interesante es que Johnson apodo a su Slider con el nombre de Mr. Snappy.
Ya para finales de su carrera la velocidad de su bola rápida naturalmente mermo, bajando hasta las 96 mph. Johnson también contó con una bola rápida de dedos separados, la cual tenía un efecto muy parecido al cambio de velocidad, así mismo también contó con un Sinker para provocar rodados de Out. Su Slider ha sido registrado regularmente en velocidades de 87 mph.
Debido a su enorme estatura y el largo de sus brazos al lanzar, sus lanzamientos regularmente parecían venir desde el lado de la primera base, lo cual engañaba fácilmente a los bateadores zurdos, esto hacia que los bateadores pensaran que Johnson estaba lanzando más cerca de lo normal, sin embargo debido al declive de su bola rápida los bateadores derechos han podido notar más rápido el punto desde el que Johnson lanza la bola y ha podido batearle con más éxito.

### Nacimiento del apodo "Big Unit"
Durante unas prácticas de bateo en 1988, cuando Johnson jugaba para los Expos de Montreal, chocó de frente con su compañero de equipo Tim Raines, provocando que su compañero dijera “You´re a big unit”, lo que en español se traduce como “Eres una gran unidad”. En adelante, el apodo se quedó con Johnson.

### Influencia en la cultura popular
Johnson fue actor invitado en el episodio “Bart tiene dos mamás” de la serie animada televisiva estadounidense Los Simpson, el cual fue transmitido el 19 de marzo de 2006. En dicho episodio, Johnson aparece promocionando unos ositos Teddy zurdos y se encuentra con Ned Flanders en la convención de personas zurdas.
Johnson aparece en la película Little Big League haciendo el papel de sí mismo.
Johnson aparece en un comercial de Right Guard en donde lanza pelotas de dodgeball a Kyle Brandt, quien representa el olor a sudor.
Johnson también apareció en varios comerciales de Nike en 1998. Uno de ellos es una comedia en la que Johnson está tomando prácticas de bateo para tratar de romper la marca de más cuadrangulares en una temporada de Roger Maris.
Johnson también hace un comercial para el videojuego MLB 2K9 con su excompañero de los Gigantes de San Francisco Tim Lincecum.